# Krisztián Timár

Krisztián Timár (Budapeste, 4 de outubro de 1979) é um ex-futebolista que jogou no Plymouth Argyle Football Club e na seleção húngara de futebol.